# Istituto di Sant'Agnese
L'istituto di Sant'Agnese è una storica struttura assistenziale di Firenze, situata in via Guelfa 79.

## Storia
L'istituto è gestito dall'antica Compagnia del Bigallo, che anticamente si occupava di orfani, mentre oggi mantiene solo questo ricovero, destinato al sussidio di donne sole o con disagi sociali-economici, di età compresa tra i 55 e i 75 anni. Esso ha sede in un'antica struttura ospitaliera intitolata a Sant'Agnese e Sant'Onofrio, dove anticamente si trovava la chiesa dei padri gesuati, detta della Trinità Vecchia, quando la strada si chiamava "via dell'Acqua".
Qui ebbero sede le compagnie di San Paolo e di San Giovanni Evangelista, soppresse nel 1785 dalle riforme del Granduca Pietro Leopoldo.
La compagnia di San Paolo, nata il 27 novembre 1424, si chiamava anticamente "Buca di San Paolo" ed era sorta per iniziativa di undici giovani che desideravano pregare e compiere "altre cose buone e spirituali". Si trattava di una compagnia notturna, cioè che celebrava con tornate il sabato notte e le vigilie delle festività più importanti. Nel 1438, con un contratto datato 28 agosto, la sede venne acquistata dalla compagnia. La cappella della confraternita possedeva alcune antiche reliquie, tra cui una croce dorata proveniente dalla terrasanta, acquistata da un confratello durante un pellegrinaggio nel 1442. La compagnia ebbe anche membri illustri, quale il cardinale Giulio de' Medici (futuro papa Clemente VII) dal 6 ottobre 1520 e il duca Cosimo I de' Medici, dal 16 ottobre 1540.
La compagnia di San Giovanni evangelista usava gli stessi locali del convento ed era composta da fanciulli dai tredici ai ventiquattro anni, che si dedicavano all'attività canora e recitativa, di messinscena sacre. Essi si esibivano in un vero e proprio teatro. Non si conosce la data esatta di fondazione della compagnia, ma deve essere anteriore al 1409, quando è già documentata come attiva. Dal 1427 prese sede in via dell'Acqua. Sebbene la compagnia di San Giovanni evangelista si radunasse di giorno e quella di San Paolo di notte, non mancavano sovrapposizioni o problemi in generale, come testimonia un documento del 1579 che ribadisce la proprietà dei locali della compagnia di San Paolo. È probabile che Luca della Robbia si ispirò a un'esibizione di questi fanciulli durante un canto di laudi o una recita di un salmo quando scolpì i rilievi della cantoria di Santa Maria del Fiore. Tra i confratelli più famosi, alla fine del XV secolo, Piero de' Medici, figlio del Magnifico, Giovanni de' Medici, poi salito al soglio pontificio con il nome di Leone X e Agnolo Poliziano. I locali di via dell'Acqua furono anche teatro di prediche di Savonarola.
Dopo al soppressione delle compagnie i locali vennero adibiti a sede dell'ospizio di Sant'Onofrio dei Tintori, per ventisei vecchi e ventinove vecchie, che era gestito, come già ricordato dalla Compagnia del Bigallo, la quale gestisce ancora oggi il ricovero, divenutoi nel tempo esclusivamente femminile. Oggi le ospiti soggiornano in stanze singole ed hanno l'uso di una cucina in comune, a fronte di una piccola retta mensile.